# Пола Иллери
Пола Иллери (рум. Pola Illéry, урождённая Паула Илиеску (рум. Paula Iliescu); 15 октября 1908 — 19 октября 1993) — румынская актриса времён немого кино, снимавшаяся также в самом начале эры звукового кино. За десять лет своей кинокарьеры она появилась в шестнадцати кинокартинах, включая знаменитый музыкальный фильм Рене Клера «Под крышами Парижа» (1930), а также его комедию «14 июля» (1933).